# Acanthocereus maculatus
Acanthocereus maculatus ist eine Pflanzenart in der Gattung Acanthocereus aus der Familie der Kakteengewächse (Cactaceae). Das Artepitheton maculatus stammt aus dem Lateinischen, bedeutet ‚gefleckt‘ und verweist auf die marmorierten Triebe.

## Beschreibung
Acanthocereus maculatus wächst strauchig mit spärlich verzweigten Trieben und erreicht Wuchshöhen von 1 bis 2 Meter. Die fleischigen Wurzeln ähneln Karotten. Die trüb dunkelgrünen, manchmal fleckig purpurfarben überhauchten Triebe sind drei bis vierflüglig. Sie sind bis zu 50 Zentimeter lang und weisen einen Durchmesser von 3 Zentimeter auf. Es sind drei bis vier gerade bis etwas gewellte Rippen vorhanden. Die rötlich braunen bis grauen Dornen sind 1 bis 3 Millimeter lang und mehrheitlich an ihrer Basis verdickt. Es sind ein bis zwei Mitteldornen sowie in der Regel sieben Randdornen vorhanden.
Die cremefarbenen Blüten öffnen sich in der Nacht und sind 9 bis 10 Zentimeter lang. Das Perikarpell ist mit wenigen Areolen mit weißer Wolle sowie wenigen Dornen besetzt. Die birnenförmigen, roten Früchte sind bis zu 5 Zentimeter lang.

## Verbreitung, Systematik und Gefährdung
Acanthocereus maculatus ist im mexikanischen Bundesstaat Guerrero verbreitet.
Die Erstbeschreibung als Cereus maculatus erfolgte 1933 durch Wilhelm Weingart. Weitere nomenklatorische Synonyme sind Acanthocereus maculatus Weing. ex Bravo (1933), Acanthocereus maculatus (Weing.) F.M.Knuth (1936) und Peniocereus maculatus (Weing.) Cutak (1951).
In der Roten Liste gefährdeter Arten der IUCN wird die Art als „Critically Endangered (CR)“, d. h. als vom Aussterben bedroht geführt.

## Nachweise